# Yokosuka B4Y
El Yokosuka B4Y, (Avió d'Atac des de Portaavions Tipus 96 de la Marina), era un avió torpeder d'atac utilitzat per les Forces Aèries de la Marina Imperial Japonesa (part de la Marina Imperial Japonesa) des de 1936 fins a 1942. El B4Y va reemplaçar el Mitsubishi B2M, i va ser l'últim avió d'atac biplà utilitzat per la Marina Imperial Japonesa. El nom pel qual va ser nomenat per les tropes aliades era Jean.

## Disseny i desenvolupament
En 1932, la Marina Imperial Japonesa requeria d'un nou avió d'atac amb base en portaavions.
Aichi Kokuki, Mitsubishi i Companyia d'Aviació Nakajima van respondre a les peticions i cada companyia va crear un prototip. Cap d'aquests dissenys va ser classificat com a satisfactori, però alguns van ser entregats en 1934, pel 9-Shi, per a reemplaçar l'obsolet Yokosuka B3Y.

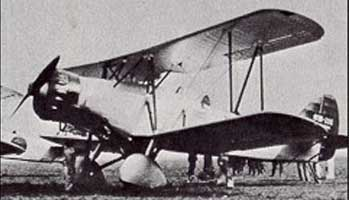

El B4Y va ser dissenyat per Sanae Kawasaki a l'Arsenal Naval de l'Aire de Yokosuka, a Yokosuka. La Marina Imperial Japonesa el va adoptar de manera provisional, ja que la Marina buscava un bombarder amb capacitats similars a l'avió de combat monoplà Mitsubishi A5M. El resultat va ser un avió biplà amb les rodes fixes al cos de l'avió, fet gairebé totalment de metall, amb un cós de metall o de tela. Per poder obtenir un disseny i començar la producció de l'avió més ràpidament, les ales d'aquest avió eren les mateixes que les del Kawanishi E7K. El B4Y1 va ser el primer avió d'atac amb base en portaavions equipat amb un motor refrigerat per aire, ja que el prototip del motor Nakajima Hikari-2 va demostrar posseir unes millors característiques que els altres possibles motors.
La tripulació total de l'avió era de 3 persones dividides en 2 cabines. El pilot en una cabina oberta a la part davantera de l'avió, i justament després, l'altra cabina donava espai per a l'artiller / operador de ràdio i el navegador, però, en aquest cas, la cabina era tancada.

## Servei Operacional

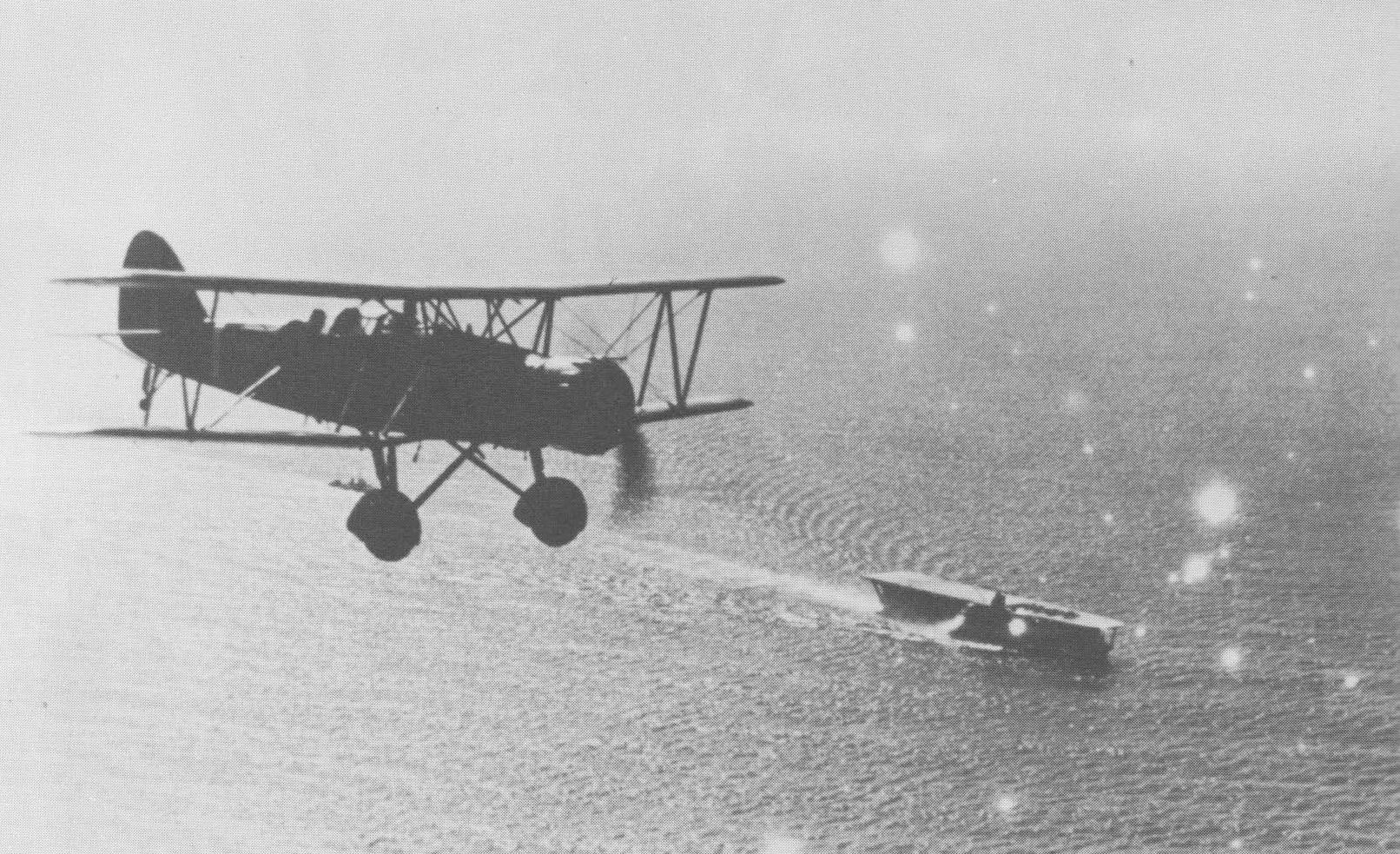
Un Tipus 96 volant prop del portaavions japonès Kaga a la Xina al voltant de 1937-1938.

El 12 de desembre de 1937, tres B4Y1 van estar involucrats en l'incident del Panay, durant l'atac japonès al vaixell armat americà USS Panay, quan aquest vaixell estava ancorat al riu Iang-Tsé, als afores de Nanquín.
A pesar de que era utilitzat principalment com a avió amb base en portaavions, el B4Y1 també va ser utilitzat com a bombarder amb base a terra en alguna ocasió. En 1940, el Nakajima B5N va reemplaçar el B4Y1 del servei, encara que aquest avió va seguir en servei com a avió d'entrenament avançat, volat des dels portaavions Hōshō i des del portaavions Unyō fins a 1943.
Abans de ser reemplaçat del servei, el B4Y1 va volar en diverses batalles de la Segona Guerra sinojaponesa igual que en algunes de la Segona Guerra Mundial, com la batalla de Midway. Durant juny de 1942, vuit d'aquests avions eren operats des del portaavions Hōshō. Va ser un d'aquests avions el que va prendre una fotografia del portaavions japonès Hiryū quan aquest s'estava enfonsant i incendiant el 5 de juny de 1942.

## Variants
- Primer Prototip: 559 kW amb un motor Hiro de Tipus 91 de 12 cilindres, refredat per aire.
- Segon i Tercer Prototip: 477 kW amb un motor Nakajima Kotobuki-3 amb 9 cilindres refredat per aire.
- Quart i Cinquè Prototips i producció estàndard: 626 kW amb un motor Nakajima Hikari-2 de nou cilindres refredat per aire.

## Producció
- Arsenal Naval de l'Aire de Yokosuka: 5 prototips (1935–36)
- Companya d'Aviació Nakajima: 37 avions produïts (1937–38)
- Indústries Mitsubishi, Nagoya: 135 avions produïts (1937–38)
- Arsenal Naval de Hiro, prefectura d'Hiroshima: 28 avions produïts (1938)
- Total: 205 avions.

## Operadors
:
- Marina Imperial Japonesa:
  - Forces Aèries de la Marina Imperial Japonesa

El B4Y1 va ser utilitzat des dels portaavions: Akagi, Hōshō, Kaga, Ryūjō, Sōryū i el portaavions Unyō, a part de pels grups aèris del 13 i 15 Kōkūtai.

## Especificacions
- Tripulació: 3 aviadors (pilot, navegador i operador de ràdio / artiller)
- Llargada: 10,15 metres
- Envergadura: 15 metres
- Alçada: 4,36 metres
- Àrea: 50.0 m²
- Pes de l'avió buit: 2.000 kg
- Màxim pes de l'avió: 3.600 kg
- motor: Nakajima Hikari-2
- Tipus de motor: Motor radial de 9 cilindres
- Nombre de motors: 1 motor
- Potència del motor: 626 kW (840 CV)
- Potència a l'enlairament: 522 kW (700 CV) a 1200 metres
- Velocitat màxima: 278 km/h
- Distància operativa màxima: 1.575 km
- Sostre: 6.000 metres
- Armament:
  - 1 x Metralladora Tipus 92 situada a la posició de l'operador de ràdio / artiller (a la part de darrere de l'avió)
- Bombes: 
  - 1 x Torpede de 800 kg
  - 500 kg de bombes